# Cologania racemosa
Cologania racemosa là một loài thực vật có hoa trong họ Đậu. Loài này được (Robinson) Rose miêu tả khoa học đầu tiên.